# Hemitriakis complicofasciata
Hemitriakis complicofasciata es una especie de elasmobranquio carcarriniforme de la familia Triakidae.